# مارلو هایتس (مریلند)
مارلو هایتس (به انگلیسی: Marlow Heights) شهری در ایالت مریلند کشور ایالات متحده آمریکا است که جمعیت آن در سرشماری سال ۲۰۱۰ میلادی، ۵٬۶۱۸ نفر بوده‌است.